# برنامج كوريا الجنوبية النووي
- محطات نشطة
- محطات قيد الإنشاء
- محططات مخطط لها

إن إجمالي الطاقة الكهربية المتولدة من محطات الطاقة النووية في كوريا الجنوبية هي 20.5 جيجاوات، وتصدر من 23 مفاعلاً. ويمثل هذا 29.5٪ من إجمالي الطاقة الكهربية المتولدة في كوريا الجنوبية، ولكنه يمثل أيضاً 45٪ من إجمالي استهلاك الكهرباء و 8.6٪ من إجمالي استهلاك الطاقة. ويحافظ قطاع الطاقة النووية في كوريا الجنوبية على عوامل القدرة والسعة لأكثر من 95٪.
إن خطط توليد الطاقة النووية مستمرة للتوسع، وذلك لزيادة حصتها النووية إلى جيل الـ 60٪ بحلول عام 2035. من المقرر إنشاء أحد عشر مفاعلاً إضافياً ليتضامن مع شبكة التيار الكهربي في الفترة من 2012 إلى 2021، مضيفاً 13.8 جيجاوات لإجمالي المجموع.
بحوث الطاقة النووية في كوريا الجنوبية نشطة جداً مع المشاريع التي تنطوي على مجموعة متنوعة من المفاعلات المتقدمة، بما في ذلك وحدات المفاعلات الصغيرة، وتحويل المعدن السائل السريع / المفاعل المُحوِل، وتصميم مولد الهيدروجين عالي الحرارة. كما تم أيضاً تطوير إنتاج الوقود وتكنولوجيات معالجة النفايات محلياً.
كوريا الجنوبية هي أيضاً عضو في المشروع البحثي للإندماج النووي ومنظمة المفاعل الحراري التجريبي الدولي (آي تي إي آر).
وتسعى كوريا الجنوبية لتصدير تقنيتها النووية، بهدف تصدير 80 مفاعلاً نووياً بحلول عام 2030. اعتباراً من عام 2010، قد وصلت الشركات الكورية الجنوبية لإتفاقيات لبناء مفاعل أبحاث في الأردن، وأربعة مفاعلات APR-1400 في دولة الإمارات العربية المتحدة. كما يسعون إلى فرص في تركيا وأندونيسيا، وكذلك في الهند وجمهورية الصين الشعبية. وفي ديسمبر 2010، أعربت ماليزيا عن مصلحتها في الحصول على تكنولوجيا المفاعل النووي من كوريا الجنوبية.
في أكتوبر 2011، استضافت كوريا الجنوبية سلسلة من الأحداث لزيادة الوعي العام حول الطاقة النووية. وتم تنسيق الأحداث من قبل وكالة النهوض بالطاقة النووية بكوريا (KONEPA)، وتضمنت مشاركة المنتدى الذري الفرنسي (FAF)، والوكالة الدولية للطاقة الذرية (IAEA)، وكذلك العلاقات العامة وخبراء المعلومات من البلدان التي تستخدم أو تخطط للاستفادة من الطاقة النووية. تم تشكيل ساحل التضامن الشرقي لمكافحة انتشار المفاعلات النووية بشكل عام في يناير كانون الثاني 2012. كما عملت المجموعة ضد الطاقة النووية وضد خطط محطات الطاقة النووية الجديدة في سامتشوك ويونجديوك Yeongdeok، وإغلاق المفاعلات النووية الموجودة في وولسيونغ Wolseong وغوري.